# Kuze Hirochika

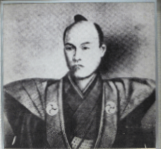
Kuze Hirochika

Kuze Hirochika (japanisch 久世 広周; geboren 5. Mai 1819 in Edo; gestorben 28. Juli 1868 ebenda) war ein japanischer Daimyō und höheres Mitglied im Tokugawa-Shogunat.

## Leben und Werk
Kuze Hirochika war der zweite Sohn des Ministers im Bakufu, des Hatamoto Ōkusa Takayoshi (大草高好; ? – 1840). Er wurde 1829 vom Burgherrn auf Sekiyaso, Kuze Hirotaka (久世広運; 1799–1834), adoptiert und wurde dessen Nachfolger. Er bekleidete das Amt des Rōjū in der Shogunatsverwaltung von 1852 bis 1858 und dann noch einmal von 1860 bis 1862. Kuze hoffte, zusammen mit Andō Nobumasa unter dem Schlagwort „Kōbu gattai“ (公武合体), also mit einer Zusammenarbeit von Shogunat und dem Kaiserhof, der Ausländerfeindlichkeit entgegenzutreten und zugleich die prokaiserliche Bewegung zu schwächen. 1862 gelang den beiden die Vermittlung der Heirat der Prinzessin Kazu no Miya (和宮), der Schwester des Kaisers Kōmei, mit dem Shōgun Tokugawa Iemochi.
Seine Bemühungen, den Zeitpunkt der Öffnung japanischer Häfen für den Zugang durch den Westen unter den Ansei-Verträgen hinauszuschieben, stießen auf Kritik. 1862 musste er seinen Posten aufgeben und wurde unter Hausarrest gestellt: er habe sich nicht respektvoll dem kaiserlichen Hofe gegenüber verhalten.